# Asmara (volcan)
Pour l’article homonyme, voir Asmara.
L'Asmara est un volcan pyroclastique situé dans la région Afar en Éthiopie, à 11 km au sud-ouest du volcan Dama Ali.
D'une altitude de 560 m, ce volcan date de l'Holocène. En revanche, son activité éruptive reste inconnue.